# Лопухов Станіслав Юрійович
Лопухов Станіслав Юрійович (27 листопада 1972) — російський плавець.
Призер Олімпійських Ігор 1996 року.
Призер Чемпіонату світу з водних видів спорту 1995, 1997 років.
Переможець літньої Універсіади 1997 року.